# Лєсков Олексій Семенович
Олексі́й Семе́нович Лєско́в (рос. Алексей Семёнович Лесков; * 9 червня 1837 — † 8 грудня 1909, Київ) — український лікар. Доктор медицини. Брат російського письменника Миколи Лєскова.

## Біографічні відомості

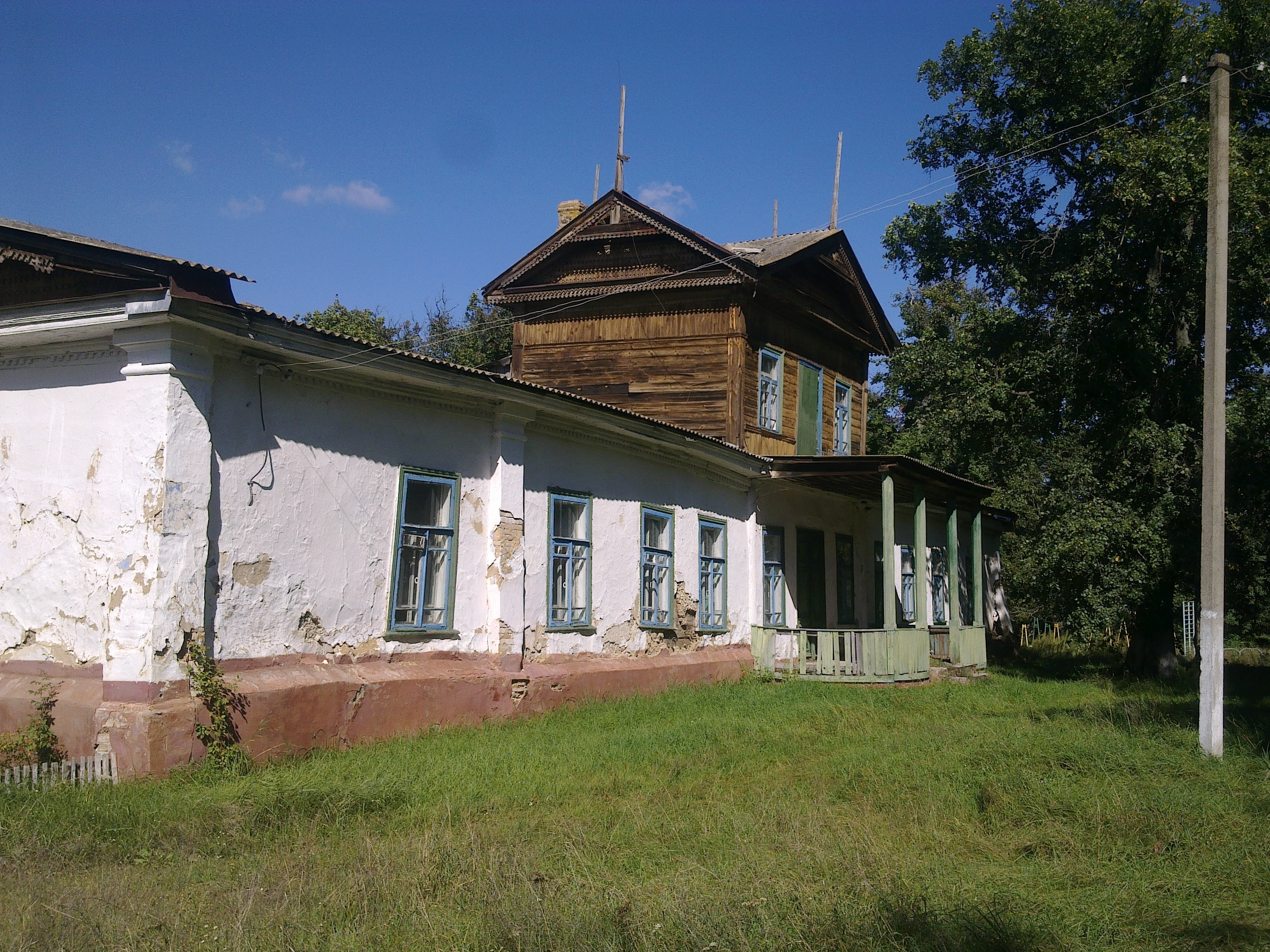
Садиба Аделі Кринської у Тимках

1859 року закінчив Київський університет. Працював у клініці при університеті.
Від 1880 року — міський санітарний лікар Києва. У 1893—1898 роках — директор Олександрівської лікарні в Києві (в радянський час — лікарня імені Жовтневої революції).
Друга дружина Олексія — Клотільда Данилівна Лєскова (уроджена Гзовська, за першим чоловіком Арцимович, за другим чоловіком Болотова) мала рідну сестру — Адель Данилівну Кринську. На хуторі Тимки в селі Стара Басань Бобровицького району Чернігівської області збереглася садиба, яка належала Аделі Кринській.
Олексій Лєсков помер у Києві. Поховали його в селі Піски (нині Бобровицького району Чернігівської області) біля дружининої сестри — Аделі Данилівни Кринської, яка померла 1901 року.